# Cordón de Puntas Negras
Pour les articles homonymes, voir Cordon et Punta Negra.
Le Cordón de Puntas Negras est un massif volcanique situé dans la région d'Antofagasta au Chili. Il est composé de 25 bouches éruptives représentées par des stratovolcans, des cônes pyroclastiques, des dômes de lave et des maars.

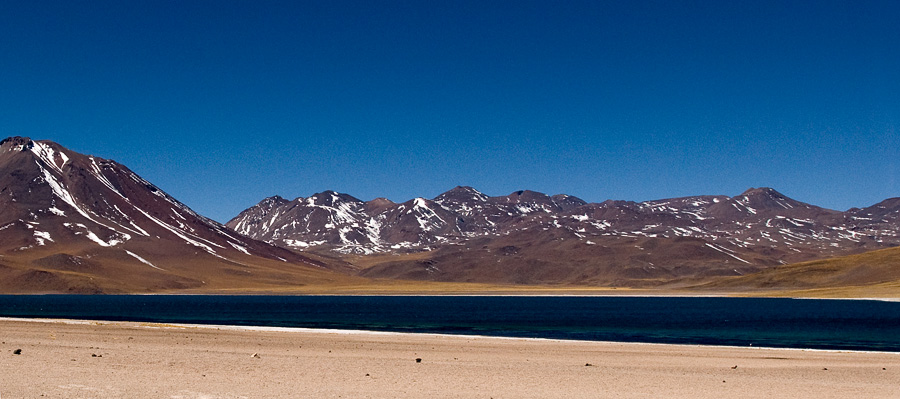
Vue partielle du Cordón de Puntas Negras depuis la Laguna Miscanti.